# Ндерлисај
Ндерлисај (алб. Nderlysaj) је насељено место у општини Скадар у округу Скадар, Албанија. Према попису из 1989. године било је 496 становника.
Ндерлисај су једно од насеља племена Шаља.